# 大好きだよ (momoの曲)
「大好きだよ」（だいすきだよ）は、momo（現：唯月ふうか）のシングル。2011年4月27日にポニーキャニオンから発売された。

## 解説
表題曲「大好きだよ」は、NHK総合テレビで放送されたテレビアニメ「もし高校野球の女子マネージャーがドラッカーの『マネジメント』を読んだら」のエンディングテーマとして使用された。
当初は4月6日に発売予定だったが、東日本大震災（東北地方太平洋沖地震）の影響で4月27日に延期された。発売イベントの多くが東日本大震災の影響で中止となった。初回限定盤には、三方背収納ケースと別冊撮り下ろし写真集が封入されている。

## 収録曲
（全曲 作詞：瀬名恵、編曲：佐藤準）
1. 大好きだよ [5:17]
作曲：若林充
  - テレビアニメ「もし高校野球の女子マネージャーがドラッカーの『マネジメント』を読んだら」エンディングテーマ
2. キミとサクラと [3:57]
作曲：藤末樹
3. 大好きだよ（inst.）
4. キミとサクラと（inst.）